# Kantongerecht Roermond

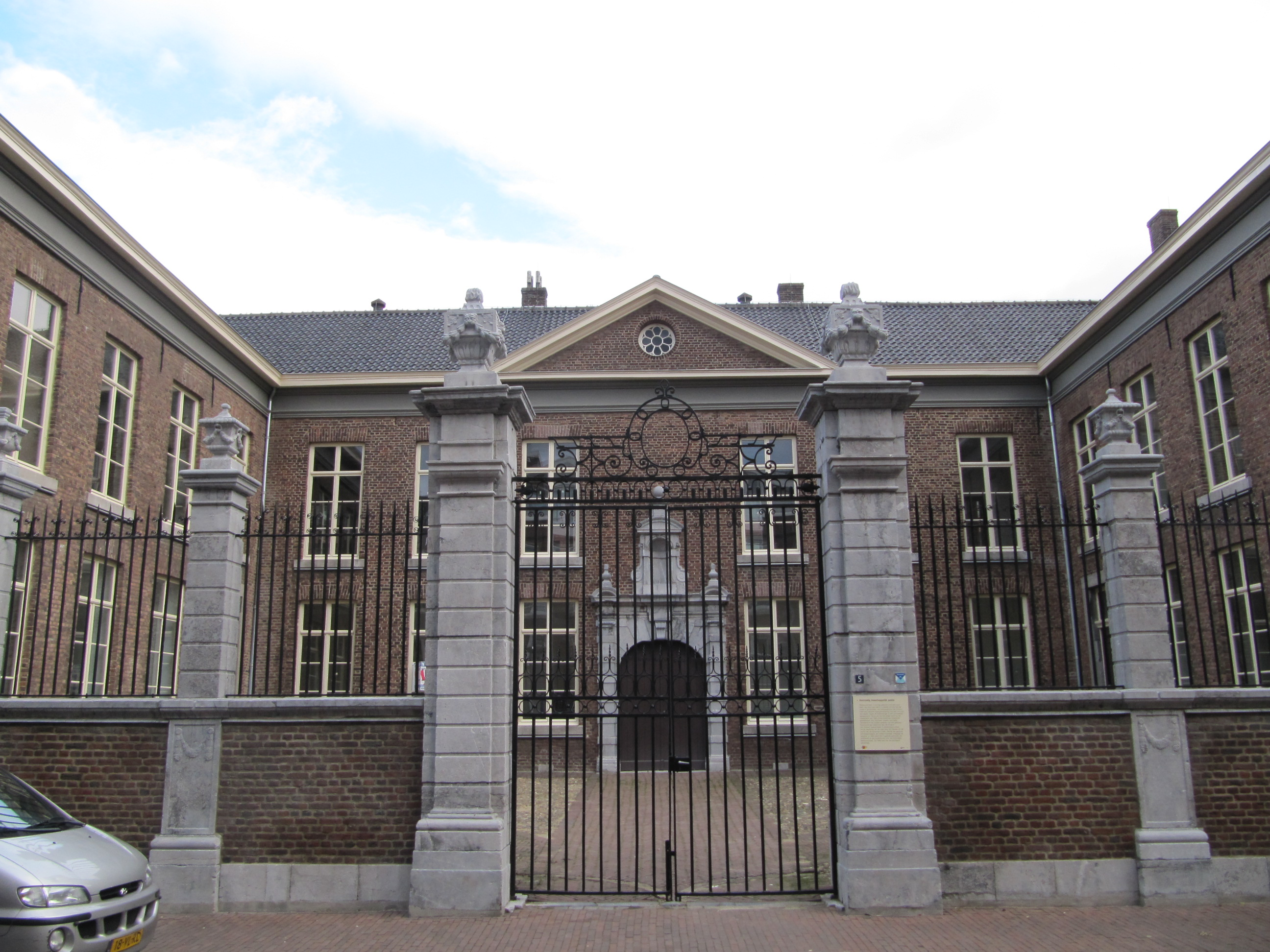
Het kantongerecht was van 1838 tot 1970 gevestigd in het Bisschoppelijk paleis

Het kantongerecht Roermond was van 1842 tot 2002 een kantongerecht in Nederland. Bij de oprichting was Roermond het eerste kanton van het gelijknamige arrondissement. Na de opheffing van het kantongerecht als zelfstandig gerecht bleef Roermond zetel van de sector kanton van de rechtbank. Het gerecht was meer dan 100 jaar gevestigd in het Bisschoppelijk paleis. Sinds 1994 is het kantongerecht samen met de rechtbank gevestigd aan de Willem II-singel.